# سامير
الشركة المغربية المجهولة الاسم للصناعة والتكرير أو المعروفة اختصارا سامير، هي شركة مغربية مختصة في تكرير وتجارة النفط وهي تملك المصفاة الوحيدة في البلاد. تدير سامير مصفاة المحمدية التي تبلغ طاقة إنتاجها 125.000 برميل في اليوم، كما لها مركز تخزين في سيدي قاسم الذي يربطه بالمصفاة خط أنابيب يبلغ طوله 200 كلم. تسيطر على الشركة منذ 1999 مجموعة «كورال بيتروليوم» السويدية التابعة لمجموعة العمودي السعودية، عبر امتلاكها ل67.27 في المائة من رأسمالها. تعرضت مصفاة الشركة في نوفمبر 2002 لحريق هائل مما أدى لتعطيل نشاطها الطبيعي لعدة أشهر. تشتري سامير أغلب نفطها الخام من أرامكو السعودية ومن إيران، وهي تغطي حوالي 90% من حاجيات المغرب من المواد النفطية. مدرجة في بورصة الدار البيضاء منذ مارس 1996.

## تاريخ الشركة
يرجع جذور الشركة إلى عام 1919 تاريخ اكتشاف النفط بمنطقة «سلفات» التي توجد بالجهة الشرقية لمدينة سيدي قاسم، وكان هذا الاكتشاف هو بمثابة أول بئر بترولي ليس في المغرب فقط، بل في العالم العربي بكامله. ولأهمية هذا البئر المكتشف في حينه تم تأسيس الشركة الشريفة للبترول في 29 من أبريل سنة 1929، ثم تعزز تواجد الشركة في سيدي قاسم باكتشافها لحقل بترولي آخر بالإقليم، وبالضبط بمنطقة عين الحمراء، سنة 1934.
وبعد نفاذ مخزون الحقول المكتشفة في المنطقة بدأت «الشركة الشريفة للبترولSCP» حينها في استيراد البترول الخام من الخارج وإعادة تكريره بمصفاة سيدي قاسم، وكان ذلك سنة 1951.
وبالموازاة مع ذلك، تم مد أنبوب يضخ البترول من المحمدية إلى سيدي قاسم بطول 187 كيلومتر، حيث بقي يضخ البترول الخام طوال سنوات قبل أن يتوقف بتوقف العديد من الوحدات الإنتاجية بالمصفاة لعدم مواكبتها التطور الحاصل في ميدان التكرير الذي عرفه المغرب في السنوات القليلة الماضية، حيث فرضت الدولة المغربية بحسب نص مرسوم وزاري يؤكد أن المغرب سيتجه للعمل بالبنزين الممتاز من قيمة 50 قسيمة من المليون الموافق للمعايير البيئية الدولية عوض العمل بـ 350 الذي لا يساهم في المحافظة على البيئة.
هذا المرسوم كان ضمنيا يعني انتهاء صلاحية مصفاة سيدي قاسم، خصوصا أن عملية تطوير هذه المصفاة كانت قد توقفت منذ سنة 1997، وهي السنة التي عرفت خوصصة الشركة، ثم دمجها ضمن شركة «سامير» سنة 1999، وذلك بتحويل 67 في المائة من الأسهم إلى شركة «كورال» السعودية، لكن الدولة بمعية الشركة اتجهت إلى التخلي عن مصفاة سيدي قاسم، وتبيّن هذا التخلي حسب شركة «سامير» نفسها في تقليص الدولة المغربية للدعم الذي كانت تخصصه لنقل البترول الخام من المحمدية إلى سيدي قاسم الذي كان يقدر بـ 160 مليون درهم قبل أن يتقلص إلى حوالي 40 مليون درهم، الأمر الذي جعل الإنتاج بالمصفاة يتراجع بشكل كبير، فبعدما كانت المصفاة تنتج سنة 2003 حوالي مليون ونصف مليون طن سنويا، تراجع هذا الإنتاج إلى حوالي مليون طن كانت مصفة سيدي قاسم تكرره ليستخرج منه ما يقارب 7 مشتقات بترولية أخرى من بينها الفيول والغازوال.